# José Urbán Aguirre

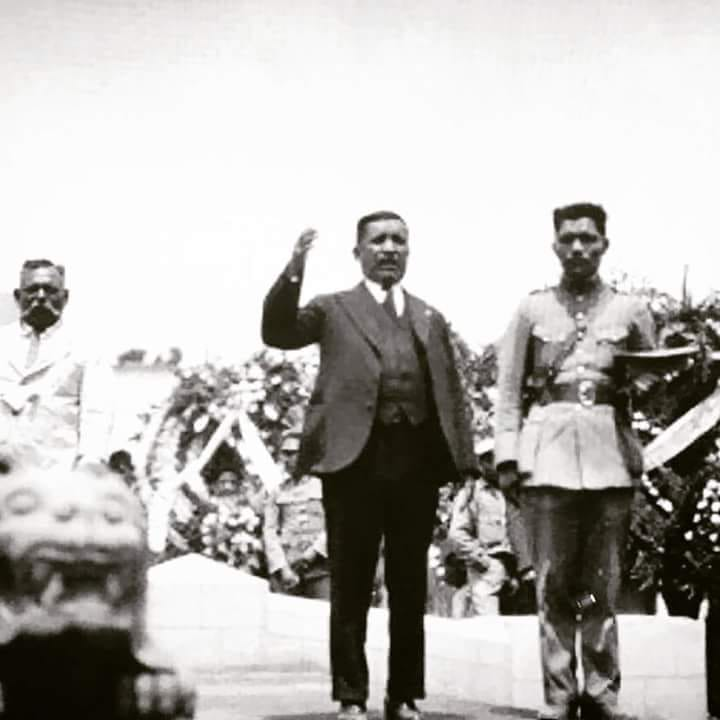
José Urbán Aguirre, gobernador interino de Morelos, durante la colocación de los restos del general Emiliano Zapata en el monumento que se develó ese día en la Plaza de la Revolución del Sur, conocido como El Señor del Pueblo. 10 de abril de 1932. Fototeca-INAH, Secretaría de Cultura de México.

José Urbán Aguirre fue un político mexicano gobernador interino del Estado de Morelos desde el 22 de enero hasta el 26 de agosto de 1932.

## Nacimiento
José Urbán Aguirre nació el 13 de enero de 1888 en el ingenio del hospital y fue bautizado en la parroquia de Cuautla, Morelos, por fray Jesús del Carmelo, quien le impuso los nombres de José Teófilo Toribio, el 16 de abril de ese mismo año; fueron sus padres don Tomás Urbán y Flores e Inocente Aguirre; sus padrinos: León Aldana y Refugio Aldana.

## Estudios
Realizó sus estudios de primaria en la escuela Guillermo Prieto, de Tlaltizapán, bajo la dirección del profesor Juventino Muñoz, también morelense y gran educador.
Más tarde fue enviado a Jalapa, Veracruz, donde hizo sus estudios para maestro de educación primaria, también pisó las aulas de la escuela nacional preparatoria.
De 1906 a 1930, sin interrupción, ejerció su profesión de maestro de escuela en los municipios de Tepalcingo, Tlaquiltenango, Jojutla, Cuautla, Jonacatepec, Miacatlán y Tetecala.
Al volver el estado de Morelos al orden Constitucional conoció y aprobó la constitución vigente del Estado.

## Vida política
Fue elegido diputado por el distrito de Tetecala en mayo de 1930, asimismo ocupó ese cargo con el carácter de constituyente y el 22 de enero de 1932 fue designado por la H. XXIV Legislatura para ocupar el cargo de gobernador interino constitucional por licencia concedida al titular Vicente Estrada Cajigal, y con ese carácter inauguró el 31 de enero de 1932, el edificio del centro escolar de Miacatlán; el cinco de febrero de ese mismo año, el jardín público y el teatro Cuauhtémoc en Tetecala; el 15 de febrero, el teatro al aire libre en Tlaltizapán, el cuatro de marzo inauguró un puente en Atlatlahucan, construido por los vecinos con ayuda del Gobierno del estado; el 12 de mayo inauguró la presa de la barranca de Chalchicoapa en Tetela del Monte; el 12 de junio, acompañado del señor Estrada Cajigal, inauguró las obras del Palacio Municipal de Tetecala con su reloj público; el 30 de junio inauguró en Yecapixtla un teatro al aire libre, erigido con la colaboración de todos los maestros del estado; el 27 de junio inauguró en Atlacomulco importantes obras de irrigación, ejecutadas por el Ing. Jesús Merino Fernández que beneficiaron a seis poblados diferentes.
El biografiado, fue jefe de redacción del periódico revolucionario Redención, que se editó en Cuautla, durante los años de 1914,15 y 16, bajo los auspicios del general de división Eufemio Zapata, siendo director del mismo el doctor Fortunato Macías. En el año de 1935 escribió una ponencia que el Gobierno del estado envió al congreso de carreteras en la ciudad de Cleveland Ohio, EUA, defendiendo el paso del camino internacional del sureste por el estado de Morelos.
Obteniendo su aprobación, tanto en ese congreso como en el celebrado en la Ciudad de México del 15 al 24 de septiembre de 1941. Colaboraba con entusiasmo con varios periódicos que se editaban en nuestra entidad.
Caracterizaban al profesor José Urbán Aguirre, la constancia, el deber, la disciplina y la probidad, además de una puntualidad cronométrica en el desempeño de sus quehaceres: lloviera, tronara o relampagueara, siempre se le veía austero y afanoso, desde hora temprana detrás de su escritorio. Pudiera decirse que su lema es aquel de Víctor Hugo: "el deber es un dios que no consiente ateos”, o aquel otro: “bueno es ejercer un derecho, pero mejor aún cumplir un deber".
Fue miembro fundador del Partido Nacional Revolucionario en el año de 1929, a cuyo organismo perteneció, llamado después PRM y actualmente PRI; habiendo desempeñado varias comisiones, debemos mencionar que fue jefe de la campaña presidencial del general de división Manuel Ávila Camacho, en esta entidad, logrando obtener un triunfo completo de dicha candidatura en el estado, no obstante de la fuerte oposición que se observó en el bando contrario.
Como funcionario estaba ampliamente capacitado por sus años de servicio en el Gobierno local, su preparación y honradez eran plena garantía en cualquier comisión que se le designara.
Hombre preparado, escritor y fogoso orador, hacía un papel brillante en cualquier lugar.

## Gobierno del Estado de Morelos
El 3 de mayo de 1930 protestó como diputado constituyente, integrante de la H. XXIV Legislatura local, tocándole el honor de firmar también la Constitución Política del estado, que fuera jurada y promulgada el 2 de noviembre de 1930.
El 22 de enero de 1932 fue designado por la propia legislatura como gobernador interino del estado, cuyo cargo desempeñó hasta el 26 de agosto del mismo año, en que hizo entrega al titular Vicente Estrada Cajigal.
El 2 de septiembre de ese año, fue comisionado como visitador general de administración en todo el estado, hasta el 5 de mayo de 1934, que fue nombrado secretario general de Gobierno.
En enero de 1935, pasó a prestar sus servicios como tesorero pagador de la junta local de caminos, cargo que desempeñó hasta el 31 de diciembre de 1939.
El 1 de enero de 1940, fue nombrado oficial mayor de Gobierno, en cuyo cargo permaneció 18 años, hasta el 21 de mayo de 1958, en el que le fue aceptada su renuncia.
Años de servicio al estado: 19 como maestro de educación primaria y 28 como funcionario público. En total fueron 47 años al servicio de su tierra natal. No tenía patrimonio, vivió con la jubilación que, conforme a la ley, le fue concedida.
Su inscripción con letras de oro en el Congreso del Estado de Morelos fue develada el 18 de mayo de 1981 recordando su fecunda labor y su carácter de diputado constituyente de la carta magna de Morelos de 1930.

## Palmarés
Fue miembro de la Sociedad Mexicana de Geografía y Estadística.
Dejó escritas dos obras Historia del Estado de Morelos y su Historia y Geografía del Estado de Morelos.